# Цензор
Цензор е римски магистрат избиран отначало за пет години, а по-късно – за 18 месеца.
Задачата му била да определи гражданския ценз, т.е. да оцени имуществото на населението за разпределянето му по класи - с цел плащане на данъци. Другото му задължение било да прочиства Сената от недостойни членове. Имал право да забранява дадени религиозни обреди или прекомерни наслади, вредни за обществения морал или обявени за „неримски“. Избирали са се по двама цензори, като всеки от тях е можел да отмени решение на колегата си. За цензор се назначавал обикновено бивш консул.